# Robotavfyrningsplattform
- Övre vänster: MIM-104 Patriot självgående robotavfyrningsplattform med resbart robotställ, baserad på en MAN KAT-I-A1 terränglastbil.
- Övre höger: MIM-104 Patriot dragen robotavfyrningsplattform med resbart robotställ, baserad på en påhängsvagn.
- Undre vänster: 2K11 Krug självgående robotavfyrningsplattform med öppet robotställ, baserad på ett objekt 123 pansarbandvagnsskrov.
- Undre höger: 9K33 Osa självgående robotavfyrningsplattform med resbart robotställ och integrerat radarsystem, baserad på en BAZ-5937 amfibielastbil.

Robotavfyrningsplattform betecknar, inom viss militär utsträckning, stationära robotvapen integrerade på självgående plattform eller draget vagnlavettage (rörligt fältlavettage eller påhängsvagn) med tillhörande dragbil, vilka agerar komponenter i större robotsystem och ämnar ge eldenheter och robotförband ökad mobilitet.
Robotavfyrningsplattformar förekommer främst som komponent i luftvärnsrobotsystem eller kärnvapenrobotsystem, men det finns även exempel inom markmålsrobotsystem.

## Beskrivning

### Användning
Trots sin självgående eller rörliga plattform används robotavfyrningsplattformar som stationära eldpjäser medan de verkar i ett värn. Rörligheten är enbart till för att enklare transportera robotavfyrningsplattformar från olika eldpositioner eller värn. De ska i regel inte sikta eller skjuta under gång (körbart läge), utan ska stanna och gå från transportläge till eldläge för strid. Robotavfyrningsplattformar avsedda för mycket stora robotar behöver ofta gå igenom en kortare procedur för att gå in i eldläge, till exempel utfällning av stabiliseringsmedel på chassit eller frigöring av ytpålagrade robotar som vid transport är låsta i ställ (se 2P24 som exempel).
På grund av sin användning särskiljs robotavfyrningsplattformar från andra robotbärande stridsfordon, till exempel luftvärnsrobotvagnar, vilka i regel kan skjuta under gång (körbart läge) eller förflytta sig i eldläge, även om eldgivning primärt sker stillastående.

### Utformning
Robotavfyrningsplattformar är oftast beväpnade med en enkel uppsats robotar och bär inte extra robotar i chassit likt traditionella robotfordon. Istället behöver de laddas om av externa ammunitionshanteringsenheter.
Robotarna på robotavfyrningsplattformar är ofta stora långdistansrobotar och behöver därför transporteras i låda, silo eller ställ för att inte falla av under transport. Trots robotarnas storlek är de flesta robotavfyrningsplattformarna försedda med ett sidriktbart robotställ för att tillåta eldriktning åt sidorna från plattformens gångriktning.

### Varianter
På engelska finns flera olika begrepp för robotavfyrningsplattformar beroende på systemets utformning och ingående komponenter:
- MEL (Mobile Erector Launcher, ungefär "rörligt resbart utskjutningsställ") – dragen avfyrningsplattform med resbart robotställ
- TEL (Transporter Erector Launcher, ungefär "körbart resbart utskjutningsställ") – självgående avfyrningsplattform med resbart robotställ
- TELAR (Transporter Erector Launcher And Radar, ungefär "körbart resbart utskjutningsställ och radar") – självgående avfyrningsplattform med resbart robotställ och eget integrerat radarsystem, såsom spaningsradar, belysningsradar eller både och, och därför fungerar som en eget robotsystem.
- TLAR (Transporter Launcher And Radar, ungefär "körbart utskjutningsställ och radar") – samma funktion som en TELAR, fast med ett skjutfärdigt robotställ istället för ett resbart sådant.

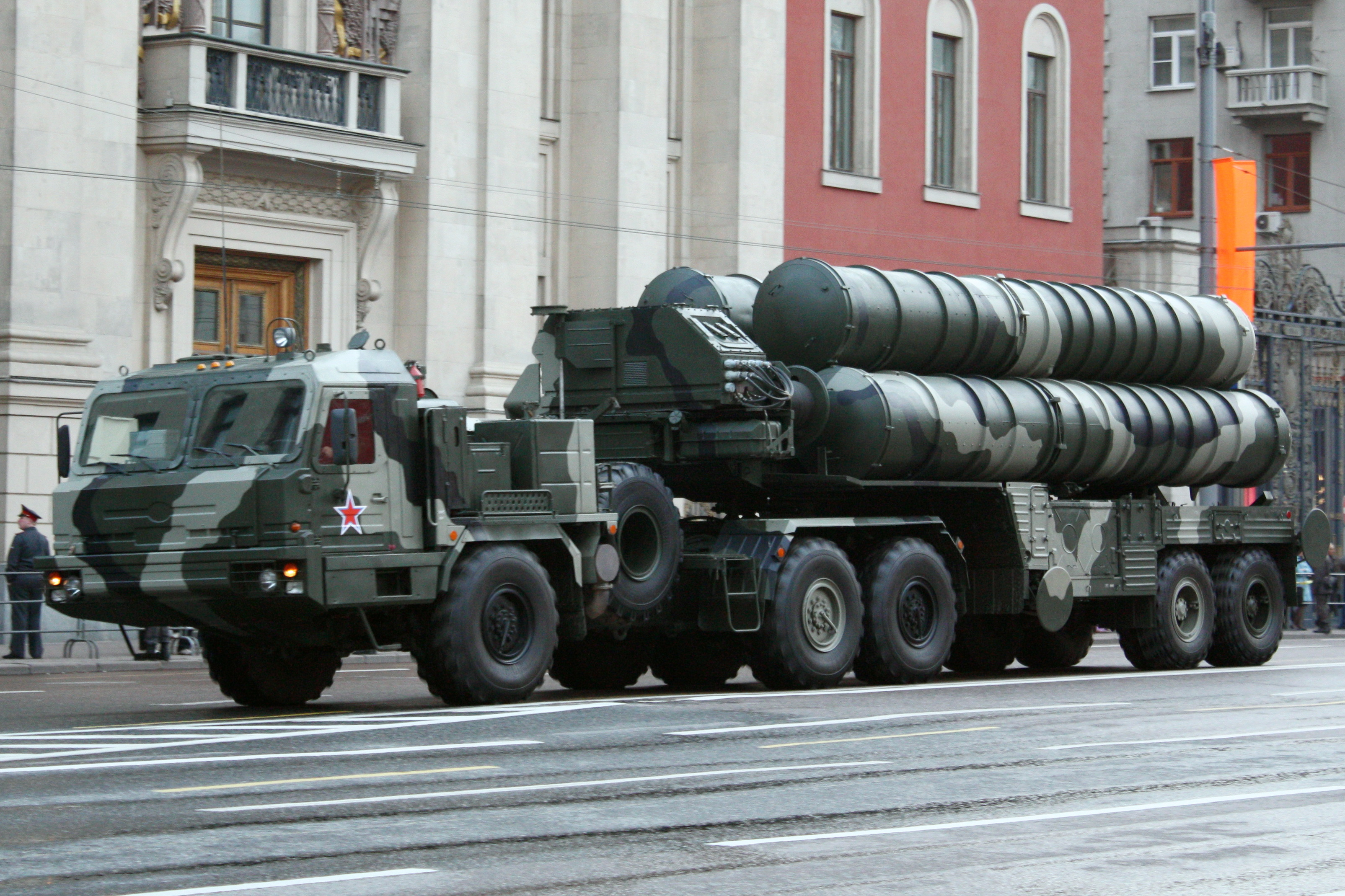
MEL (Mobile Erector Launcher) – Rysk S-400 Triumf dragen robotavfyrningsplattform 5P85SE2 under transport.
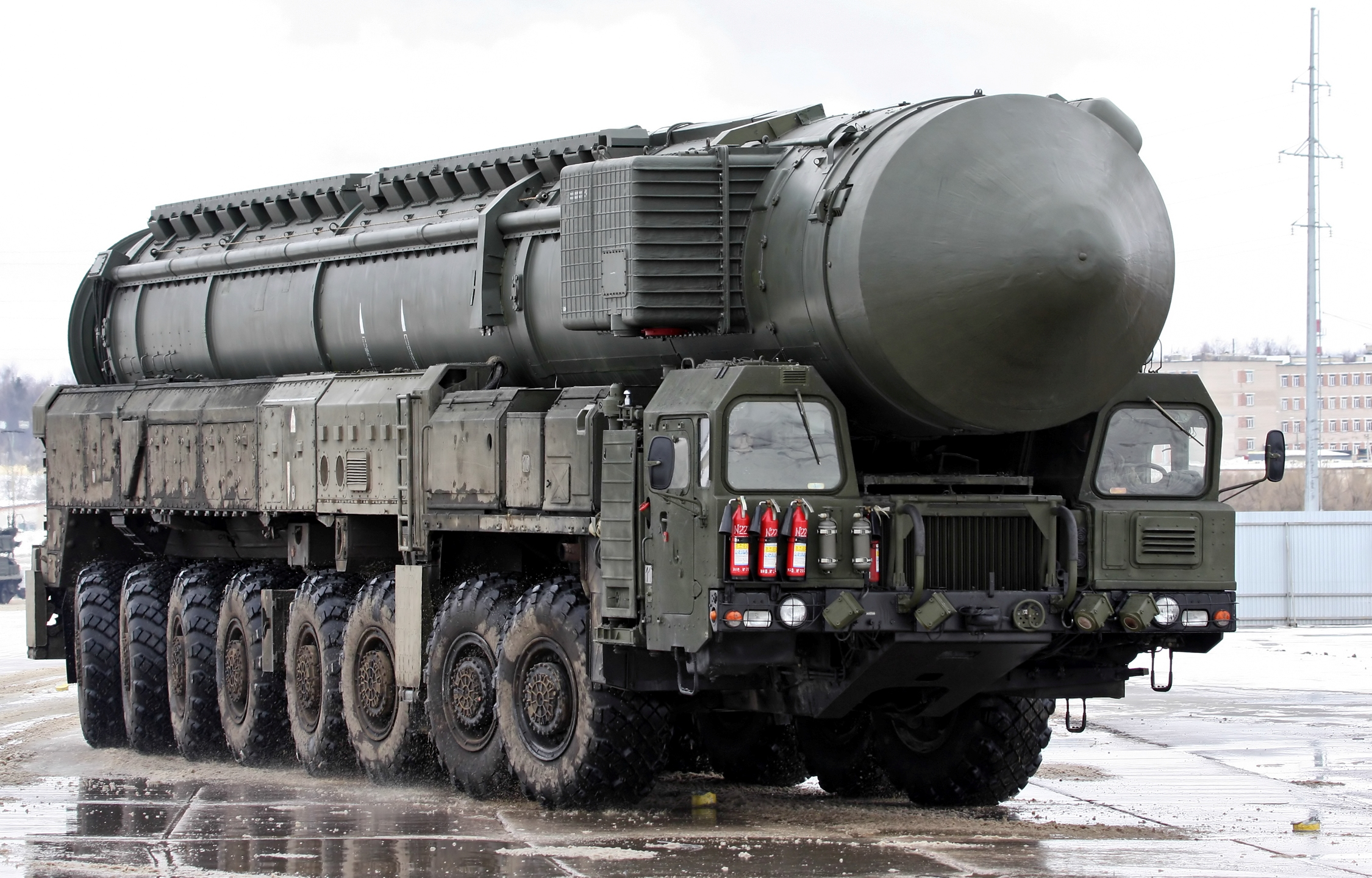
TEL (Transporter Erector Launcher) – Rysk RT-2PM2 Topol-M självgående robotavfyrningsplattform MZKT-79221 i transportläge.
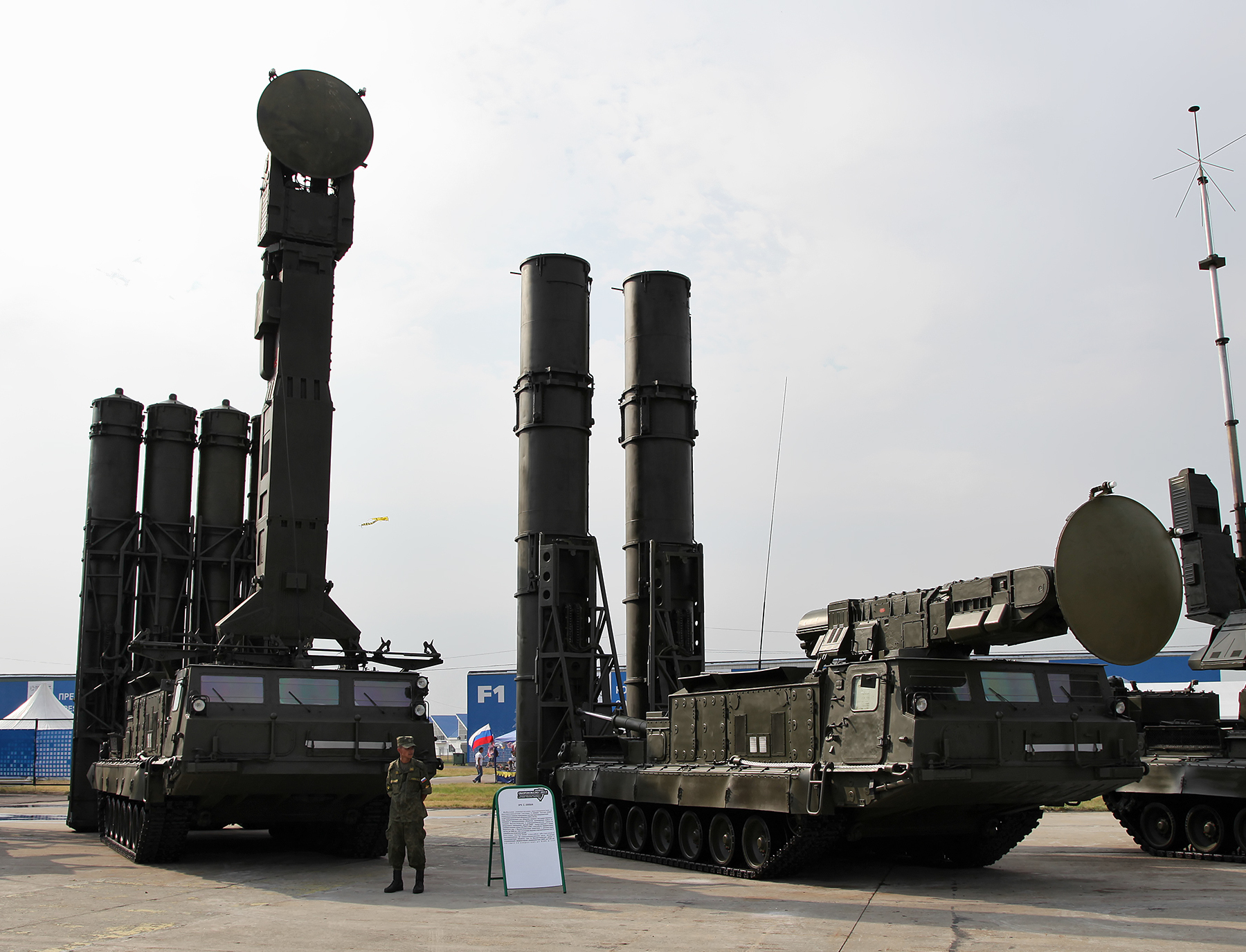
TELAR (Transporter Erector Launcher And Radar) – Ryska S-300V självgående robotavfyrningsplattformar 9A83 och 9A82 i eldställning.
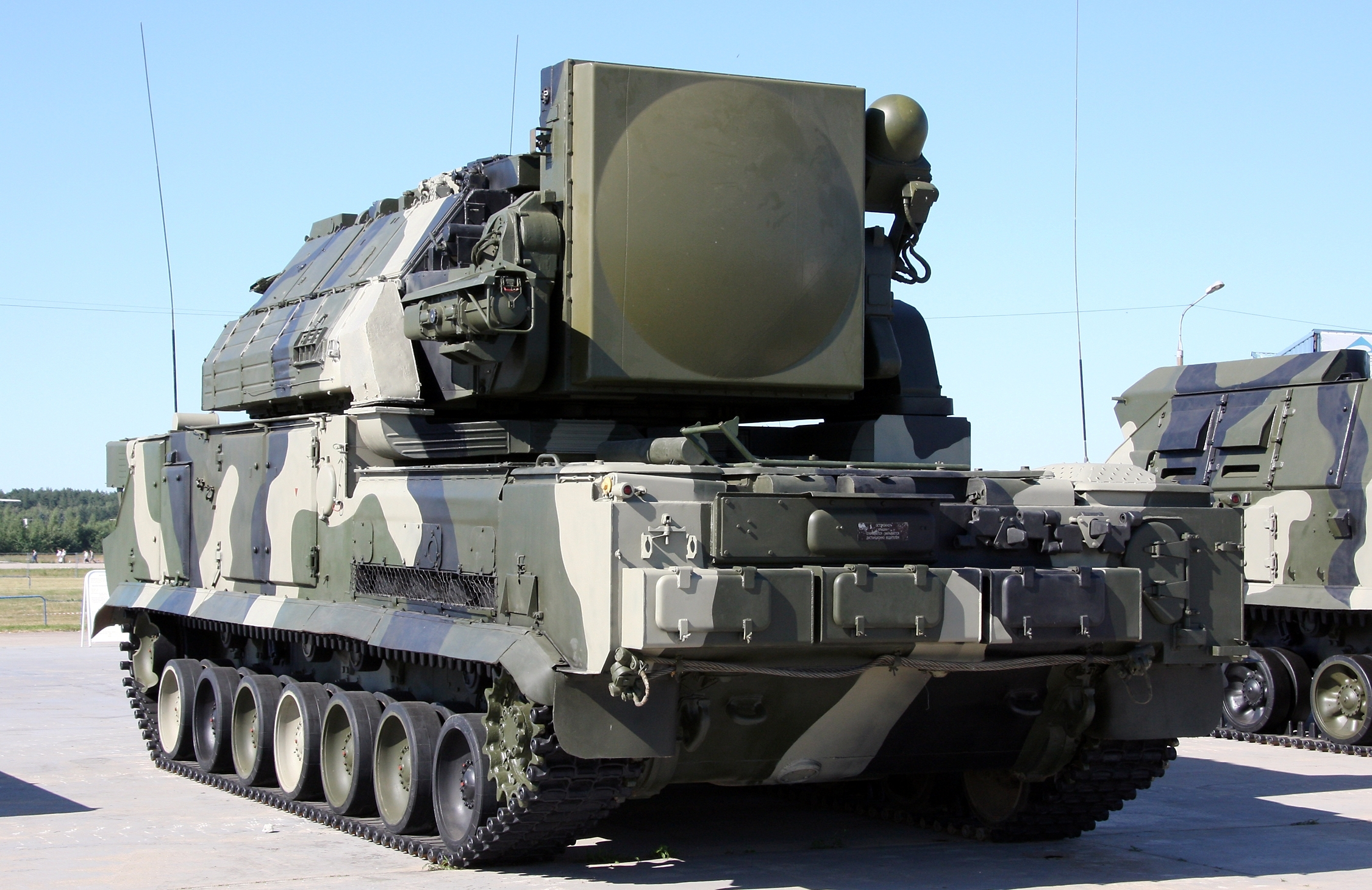
TELR (Transporter Launcher And Radar) – Rysk 9K330 Tor självgående robotavfyrningsplattform 9A330, i transportläge.

## Roll i mobilt robotsystem
Robotavfyrningsplattformar kan vanligen inte verka självständigt utan behöver samverka med flera andra enheter i robotsystemet för att fungera i strid, bland annat behövs en länk med en eldledningsenhet för att få tag i måldata. Inom luftvärnsrobotsystem används vanligen två externa enheter för måldata:
- Spaningsradarplattform (engelska: Target Acquisition Radar, kort: TAR, ungefär "målidentifieringsradar") - plattform med spaningsradar som målspanar och identifierar luftmål. Anger målriktning åt eldledningsradarn.[1]
- Eldledningsradarplattform (engelska: Target Tracking Radar, kort: TTR, ungefär "målföljningsradar") - plattform med belysningsradar för belysning, följning och mållåsning av luftmål. Samlar in måldata och anger eldledning för robotarna.[1]

Vissa robotavfyrningsplattformar är dock försedda med eget radarsystem (spaningsradar och eldledningsradar) och kan agera självständigt inom ett robotsystem, på engelska kallade Transporter Erector Launcher And Radar (kort TELAR) eller Transporter Launcher And Radar (kort TLAR), beroende på ifall robotställen är konstant skjutfärdiga eller behöver resas för eldgivning (se 9K33 Osa och 9K330 Tor som exempel för TELAR respektive TLAR).

### Exempel på uppsättning av robotsystem
Ett mobilt robotsystem består klassiskt av flera robotavfyrningsplattformar, ett mindre antal eldledningsenheter, en spaningsenhet, samt enheter för ammunitionshantering och tankning etc.
Här nedan visas ett simplifierat exempel på ett klassiskt mobilt luftvärnsrobotsystem: "2K11 Krug"
|                    |                    |                    |                    |                    |                    |  |  |                        |                        |                        |                        |                        |                        |  |  |                    |                    |                    |                    |                    |                    |  |  |                    |                    |                    |                    |                    |                    |  |  | 2K11 Krug              |                        |                        |                        |                        |                        |  |  |                    |                    |                    |                    |                    |                    |  |  |                    |                    |                    |                    |                    |                    |  |  |                        |                        |                        |                        |                        |                        |  |  |                    |                    |                    |                    |                    |                    |  |  |  |  |  |  |  |  |  |  |
|                    |                    |                    |                    |                    |                    |  |  |                        |                        |                        |                        |                        |                        |  |  |                    |                    |                    |                    |                    |                    |  |  |                    |                    |                    |                    |                    |                    |  |  |                        |                        |                        |                        |                        |                        |  |  |                    |                    |                    |                    |                    |                    |  |  |                    |                    |                    |                    |                    |                    |  |  |                        |                        |                        |                        |                        |                        |  |  |                    |                    |                    |                    |                    |                    |  |  |  |  |  |  |  |  |  |  |
|                    |                    |                    |                    |                    |                    |  |  |                        |                        |                        |                        |                        |                        |  |  |                    |                    |                    |                    |                    |                    |  |  |                    |                    |                    |                    |                    |                    |  |  | TAR: 1S12 Målspaning   |                        |                        |                        |                        |                        |  |  |                    |                    |                    |                    |                    |                    |  |  |                    |                    |                    |                    |                    |                    |  |  |                        |                        |                        |                        |                        |                        |  |  |                    |                    |                    |                    |                    |                    |  |  |  |  |  |  |  |  |  |  |
|                    |                    |                    |                    |                    |                    |  |  |                        |                        |                        |                        |                        |                        |  |  |                    |                    |                    |                    |                    |                    |  |  |                    |                    |                    |                    |                    |                    |  |  |                        |                        |                        |                        |                        |                        |  |  |                    |                    |                    |                    |                    |                    |  |  |                    |                    |                    |                    |                    |                    |  |  |                        |                        |                        |                        |                        |                        |  |  |                    |                    |                    |                    |                    |                    |  |  |  |  |  |  |  |  |  |  |
|                    |                    |                    |                    |                    |                    |  |  |                        |                        |                        |                        |                        |                        |  |  |                    |                    |                    |                    |                    |                    |  |  |                    |                    |                    |                    |                    |                    |  |  |                        |                        |                        |                        |                        |                        |  |  |                    |                    |                    |                    |                    |                    |  |  |                    |                    |                    |                    |                    |                    |  |  |                        |                        |                        |                        |                        |                        |  |  |                    |                    |                    |                    |                    |                    |  |  |  |  |  |  |  |  |  |  |
|                    |                    |                    |                    |                    |                    |  |  | LV-batteri             | LV-batteri             | LV-batteri             | LV-batteri             | LV-batteri             | LV-batteri             |  |  |                    |                    |                    |                    |                    |                    |  |  |                    |                    |                    |                    |                    |                    |  |  | LV-batteri             | LV-batteri             | LV-batteri             | LV-batteri             | LV-batteri             | LV-batteri             |  |  |                    |                    |                    |                    |                    |                    |  |  |                    |                    |                    |                    |                    |                    |  |  | LV-batteri             | LV-batteri             | LV-batteri             | LV-batteri             | LV-batteri             | LV-batteri             |  |  |                    |                    |                    |                    |                    |                    |  |  |  |  |  |  |  |  |  |  |
|                    |                    |                    |                    |                    |                    |  |  | LV-batteri             | LV-batteri             | LV-batteri             | LV-batteri             | LV-batteri             | LV-batteri             |  |  |                    |                    |                    |                    |                    |                    |  |  |                    |                    |                    |                    |                    |                    |  |  | LV-batteri             | LV-batteri             | LV-batteri             | LV-batteri             | LV-batteri             | LV-batteri             |  |  |                    |                    |                    |                    |                    |                    |  |  |                    |                    |                    |                    |                    |                    |  |  | LV-batteri             | LV-batteri             | LV-batteri             | LV-batteri             | LV-batteri             | LV-batteri             |  |  |                    |                    |                    |                    |                    |                    |  |  |  |  |  |  |  |  |  |  |
|                    |                    |                    |                    |                    |                    |  |  | TTR: 1S32 Målbelysning | TTR: 1S32 Målbelysning | TTR: 1S32 Målbelysning | TTR: 1S32 Målbelysning | TTR: 1S32 Målbelysning | TTR: 1S32 Målbelysning |  |  |                    |                    |                    |                    |                    |                    |  |  |                    |                    |                    |                    |                    |                    |  |  | TTR: 1S32 Målbelysning | TTR: 1S32 Målbelysning | TTR: 1S32 Målbelysning | TTR: 1S32 Målbelysning | TTR: 1S32 Målbelysning | TTR: 1S32 Målbelysning |  |  |                    |                    |                    |                    |                    |                    |  |  |                    |                    |                    |                    |                    |                    |  |  | TTR: 1S32 Målbelysning | TTR: 1S32 Målbelysning | TTR: 1S32 Målbelysning | TTR: 1S32 Målbelysning | TTR: 1S32 Målbelysning | TTR: 1S32 Målbelysning |  |  |                    |                    |                    |                    |                    |                    |  |  |  |  |  |  |  |  |  |  |
|                    |                    |                    |                    |                    |                    |  |  | TTR: 1S32 Målbelysning | TTR: 1S32 Målbelysning | TTR: 1S32 Målbelysning | TTR: 1S32 Målbelysning | TTR: 1S32 Målbelysning | TTR: 1S32 Målbelysning |  |  |                    |                    |                    |                    |                    |                    |  |  |                    |                    |                    |                    |                    |                    |  |  | TTR: 1S32 Målbelysning | TTR: 1S32 Målbelysning | TTR: 1S32 Målbelysning | TTR: 1S32 Målbelysning | TTR: 1S32 Målbelysning | TTR: 1S32 Målbelysning |  |  |                    |                    |                    |                    |                    |                    |  |  |                    |                    |                    |                    |                    |                    |  |  | TTR: 1S32 Målbelysning | TTR: 1S32 Målbelysning | TTR: 1S32 Målbelysning | TTR: 1S32 Målbelysning | TTR: 1S32 Målbelysning | TTR: 1S32 Målbelysning |  |  |                    |                    |                    |                    |                    |                    |  |  |  |  |  |  |  |  |  |  |
|                    |                    |                    |                    |                    |                    |  |  |                        |                        |                        |                        |                        |                        |  |  |                    |                    |                    |                    |                    |                    |  |  |                    |                    |                    |                    |                    |                    |  |  |                        |                        |                        |                        |                        |                        |  |  |                    |                    |                    |                    |                    |                    |  |  |                    |                    |                    |                    |                    |                    |  |  |                        |                        |                        |                        |                        |                        |  |  |                    |                    |                    |                    |                    |                    |  |  |  |  |  |  |  |  |  |  |
| TEL: 2P24 Roboteld | TEL: 2P24 Roboteld | TEL: 2P24 Roboteld | TEL: 2P24 Roboteld | TEL: 2P24 Roboteld | TEL: 2P24 Roboteld |  |  | TEL: 2P24 Roboteld     | TEL: 2P24 Roboteld     | TEL: 2P24 Roboteld     | TEL: 2P24 Roboteld     | TEL: 2P24 Roboteld     | TEL: 2P24 Roboteld     |  |  | TEL: 2P24 Roboteld | TEL: 2P24 Roboteld | TEL: 2P24 Roboteld | TEL: 2P24 Roboteld | TEL: 2P24 Roboteld | TEL: 2P24 Roboteld |  |  | TEL: 2P24 Roboteld | TEL: 2P24 Roboteld | TEL: 2P24 Roboteld | TEL: 2P24 Roboteld | TEL: 2P24 Roboteld | TEL: 2P24 Roboteld |  |  | TEL: 2P24 Roboteld     | TEL: 2P24 Roboteld     | TEL: 2P24 Roboteld     | TEL: 2P24 Roboteld     | TEL: 2P24 Roboteld     | TEL: 2P24 Roboteld     |  |  | TEL: 2P24 Roboteld | TEL: 2P24 Roboteld | TEL: 2P24 Roboteld | TEL: 2P24 Roboteld | TEL: 2P24 Roboteld | TEL: 2P24 Roboteld |  |  | TEL: 2P24 Roboteld | TEL: 2P24 Roboteld | TEL: 2P24 Roboteld | TEL: 2P24 Roboteld | TEL: 2P24 Roboteld | TEL: 2P24 Roboteld |  |  | TEL: 2P24 Roboteld     | TEL: 2P24 Roboteld     | TEL: 2P24 Roboteld     | TEL: 2P24 Roboteld     | TEL: 2P24 Roboteld     | TEL: 2P24 Roboteld     |  |  | TEL: 2P24 Roboteld | TEL: 2P24 Roboteld | TEL: 2P24 Roboteld | TEL: 2P24 Roboteld | TEL: 2P24 Roboteld | TEL: 2P24 Roboteld |  |  |  |  |  |  |  |  |  |  |

### Roll i mobil eldenhet
I modern tid finns det robotbatterier som saknar en egen spaningsenhet. Istället kommer spaningsdata från en centralspaningsradarstation, även benämnt underrättelseenhet.
Dessa typer av robotbatterier benämns eldenhet, kort EldE, istället för robotsystem, då de inte anses vara hela system.

## Galleri

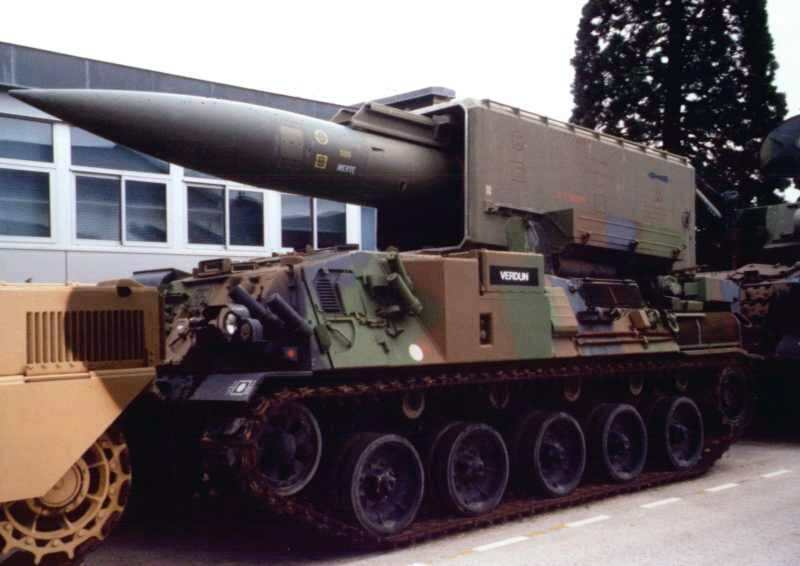
Fransk robotavfyrningsplattform byggd på AMX-30 för kärnrobotsystemet Pluton.
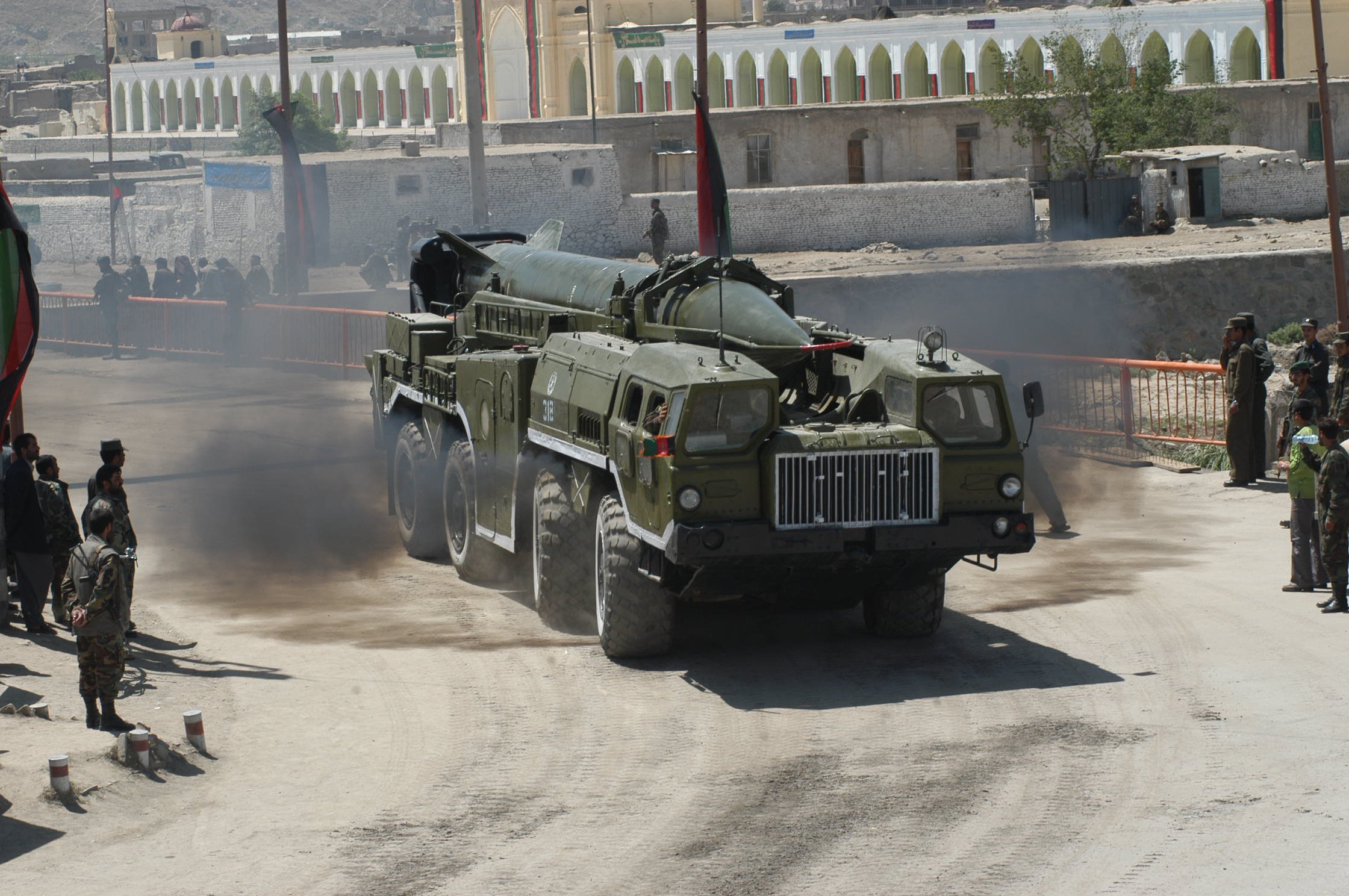
Sovjetisk robotavfyrningsplattform 9P117 för kärnrobotsystem 9K72 Elbrus.
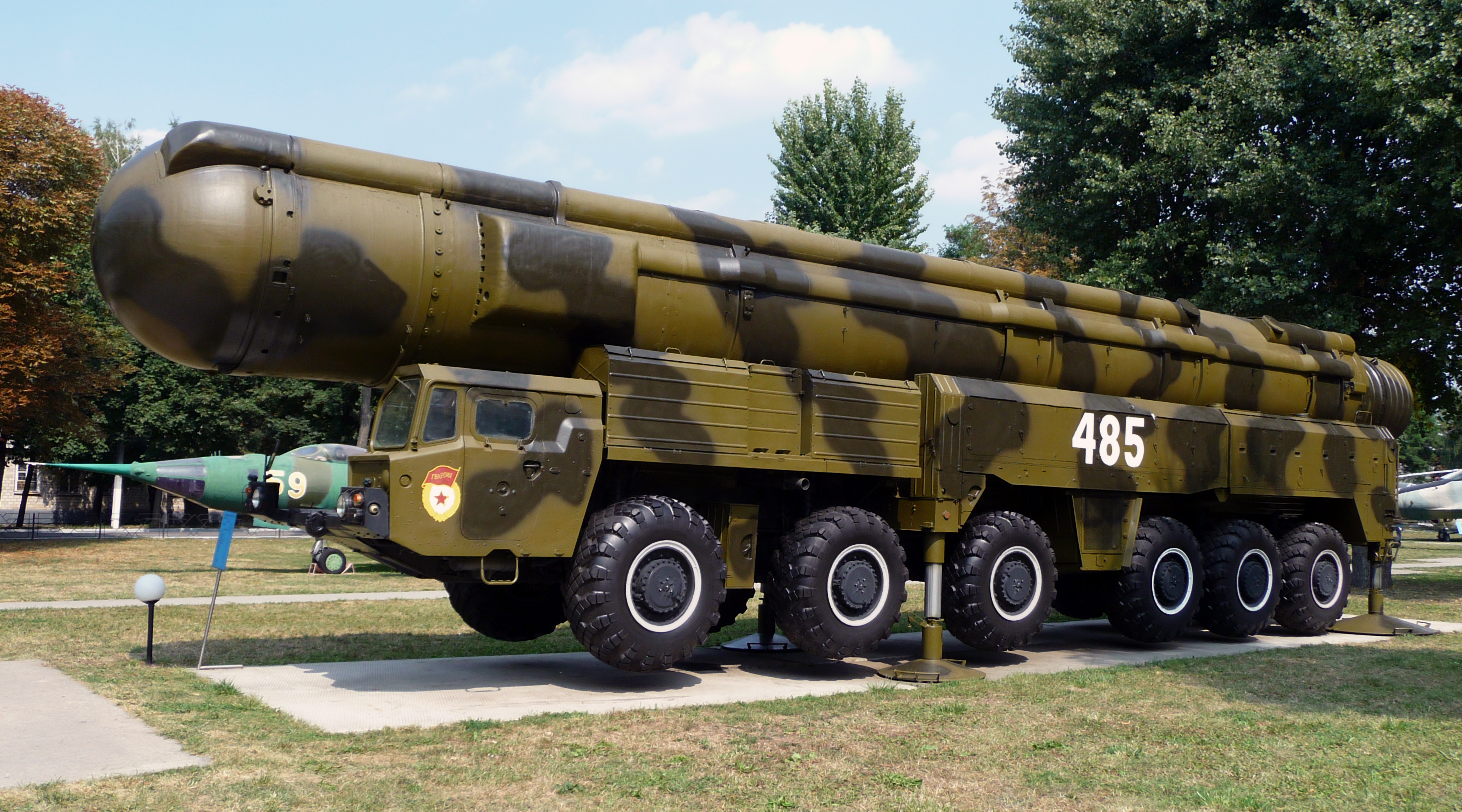
Sovjetisk robotavfyrningsplattform MAZ-547 för kärnrobotsystem RSD-10 Pioner.
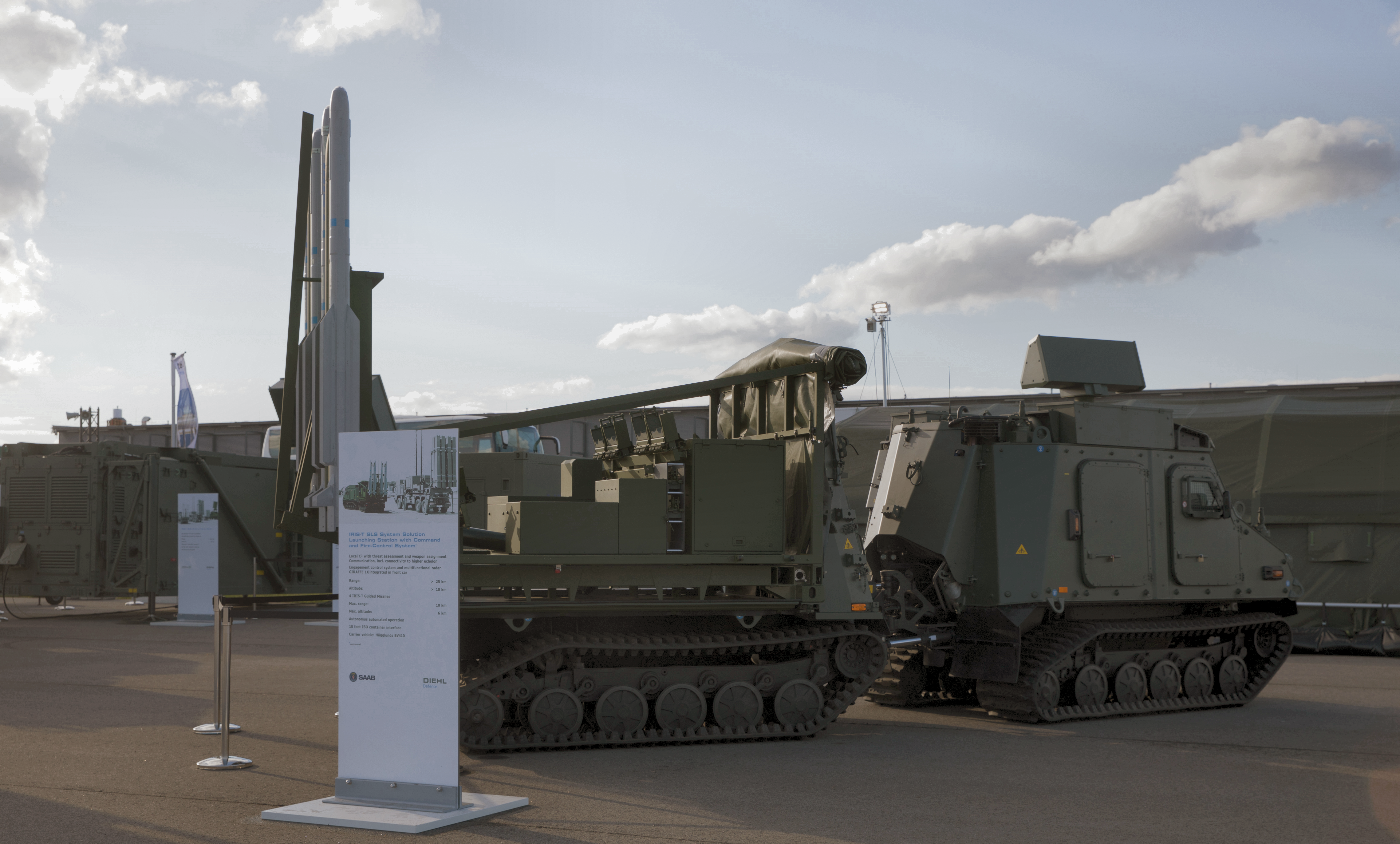
Svensk robotavfyrningsplattform Elde 98 för robotsystem 98.

## Termer
Här listas diverse termer som används eller redovisas i artikeln.
| Kort  | Fulla                                  |
| ----- | -------------------------------------- |
| MEL   | Mobile Erector Launcher                |
| TEL   | Transporter Erector Launcher           |
| TELAR | Transporter Erector Launcher And Radar |
| TLAR  | Transporter Launcher And Radar         |
| TTR   | Target Tracking Radar                  |
| TAR   | Target Acquisition Radar               |